# 미쓰야 연구
미쓰야 연구(일본어: 三矢研究 みつやけんきゅう[*])는 1963년 일본 자위대 통합막료회의에서 행해진 모의 군사 작전 연구이다. 정식 명칭은 쇼와삼십팔년도종합방위도상연구(일본어: 昭和三十八年度総合防衛図上研究)이다.

## 개요
분쟁 발생을 상정한 군사 작전 연구이며, 1963년에 통합막료회의에서 연구가 이루어졌다. 통재관(統裁官)은 통합막료회의 사무국장 다나카 요시오 (田中義男) 육장(陸将)으로, 통합막료회의의 영관급 16명, 연구부로 육해공 막료 간부에서 영관급 36명이 참가하여 1963년 2월 1일부터 6월 30일까지 진행되었다.

### 연구 내용
한반도에서의 무력 분쟁 (제2차 한국전쟁)을 가정하고 비상 사태에 대한 일본의 방위를 위한 자위대의 운용 및 이와 관련된 제반 조치 및 절차를 연구하는 것을 목적으로 했다.
구체적인 시나리오는 다음과 같다.
1. 쇼와3X년 4월 1단계로 한국군의 일부에서 반란이 일어나 주한미군이 진압을 위해 출동하며, 일본 국내의 치안 정세가 악화된다.
2. 2단계로 북한 내부의 분위기가 활발해지고 반군에 대한 지원이 이루어진다.
3. 3단계로 북한군을 주체로 하는 공산군이 군사분계선을 남하하여 제2차 한국전쟁이 발발하며 이후 서일본 지역에 대한 무력 침공 위기가 고조된다.
4. 4단계로 국내 정세 악화에 따른 일본 국외에서의 무력 위협이 증대되어 자위대는 미군과 공동 작전을 개시한다.
5. 5단계로 서일본에 공격이 이루어진다. 북일본에서는 소련의 무력 침공 위기가 고조된다. 한반도에는 전술핵이 사용된다.
6. 6단계로 소련이 홋카이도 진공을 시작하며 미군과 자위대의 공동 작전이 본격화된다.
7. 7단계로 소련 해군과 공군이 본격적인 공격을 시작하여 일본 전역에서 핵무기가 사용된다.

결국 사할린, 북한, 만주, 중국에 반격과 함께 핵 보복으로 미국이 승리한다는 가정이다.
이 과정에서 한반도 유사시에 대응하기 위한 미일 공동 작전이 실행된다. 공격은 미군이 담당하고 방어는 자위대가 담당하는 것이다. 간접 침략에 대해서는 자위대가 국내 치안을 확보하고 외부로부터의 침략 억제는 미군이 맡는다. 직접 침략에 대해서는 자위대가 방어를 담당하고 미군은 전반적 지원과 일부 작전을 담당한다. 미군의 전면 협력을 전제로 한 연구였다.
이러한 1단계에서 7단계까지의 상황을 설정하고 각 단계에서의 문제점을 연구했다. 이것은 모두 핵무기를 사용함에도 전면전에 이르지 않는 국지적 분쟁을 상정하고 그 대응책을 연구하는 것이었다.
연구에 따라 국가기관과 국민 총동원 태세를 확보하기 위해 군법 회의 관련 등 87개 전시 법령도 국회에 제출하여 성립시키고 국가 총동원 체제를 정비한다. 당시 자위대의 작전 계획은 국가 기밀에 해당하기 때문에 불분명하지만 미소 데탕트 이전까지 일본 방위 전략의 전제적인 연구였을 것으로 추정된다.

### 연구의 발각
1965년 2월 10일 중의원 예산위원회에서 일본사회당의 오카다 하루오(岡田春夫)가 미쓰야 연구의 존재를 발언하여 연구의 존재가 널리 알려졌다. 그 후 중의원에서 마쓰노 라이조(松野頼三)를 소위원장으로 하는 방위도상연구문제에대한예산소위원회(防衛図上研究問題に関する予算小委員会)가 설치되고, 11회에 걸쳐 문제점에 대한 추궁이 이루어졌다.

### 미쓰야 연구 문제
오카다가 연구의 존재를 폭로하자 일본 정부는 허를 찔리게 되었다. 야당은 이 연구의 모든 자료를 요구해
1. 미쓰야 연구의 성격과 책임소재
2. 정치 개입과 군사우선주의
3. 문민통제의 부재

의 3가지를 주로 추궁하였다.
이에 대해 방위청 측에서는,
1. 해당 연구는 통합막료회의 사무국장이 사무국의 장으로서 행한 연구이며, 그 특성상 결론은 없으며 연구일 뿐 계획이 아니다.
2. 해당 연구는 유사시 통합 운용을 중심 의제로 한 것이며, 방위청 이외의 여러 기관의 시책은 가정이며, 비상입법에 대해서도 각각 권한이 있는 여러 기관이 처리하는 것으로 상정하고 있다.
3. 국회와 자위대, 정부와 자위대, 방위청 내국과 각 막료 간부의 관계상 이미 문민통제가 성립하고 있다.

고 반박했다.

## 기타
미쓰야 연구를 실시한 것은 제2차 이케다 내각 (제2차 개조)의 방위청 장관 시가 겐지로 시기로, 이 연구가 발각된 1965년 당시 제1차 사토 내각 방위청 장관은 고이즈미 준야였다. 미쓰야 연구 발각 26년 후인 1991년에는 소련이 붕괴하고 러시아와 독립 국가 연합으로 분해되었다. 38년 후인 2003년 고이즈미 준야의 아들인 고이즈미 준이치로  총리 시대에는 무력공격사태법이 제정되었다.

## 참고 문헌
- 黒川雄三『近代日本の軍事戦略概史』（芙蓉書房出版、2003年）
- 草地貞吾『自衛隊史1984年版』（日本防衛調査協会、1984年）
- 藤原彰『日本軍事史』下巻（社会批評社、2007年）

## 같이 보기
- 국가 총동원법 (구 일본군 시대에 국가 총동원법의 책정에 참가한 여러 간부 자위관이 미쓰야 연구에 참여하였으며, 미쓰야 연구에서는 국가 총동원법을 모델로 한 유사 법의 필요성도 지적되었다.)